# La Ville-aux-Clercs
La Ville-aux-Clercs és un municipi francès, situat al departament del Loir i Cher i a la regió de Centre – Vall del Loira. L'any 2007 tenia 1.300 habitants.

## Demografia

### Població
El 2007 la població de fet de La Ville-aux-Clercs era de 1.300 persones. Hi havia 481 famílies, de les quals 142 eren unipersonals (71 homes vivint sols i 71 dones vivint soles), 134 parelles sense fills, 142 parelles amb fills i 63 famílies monoparentals amb fills.
La població ha evolucionat segons el següent gràfic:
Habitants censats

### Habitatges
El 2007 hi havia 562 habitatges, 490 eren l'habitatge principal de la família, 31 eren segones residències i 41 estaven desocupats. 439 eren cases i 122 eren apartaments. Dels 490 habitatges principals, 314 estaven ocupats pels seus propietaris, 169 estaven llogats i ocupats pels llogaters i 6 estaven cedits a títol gratuït; 1 tenia una cambra, 26 en tenien dues, 94 en tenien tres, 198 en tenien quatre i 171 en tenien cinc o més. 420 habitatges disposaven pel capbaix d'una plaça de pàrquing. A 245 habitatges hi havia un automòbil i a 212 n'hi havia dos o més.

### Piràmide de població
La piràmide de població per edats i sexe el 2009 era:
| Homes | Edats   | Dones |
| ----- | ------- | ----- |
| 5     | 95 o +  | 13    |
| 6     | 90 a 94 | 28    |
| 16    | 85 a 89 | 39    |
| 8     | 80 a 84 | 25    |
| 33    | 75 a 79 | 34    |
| 31    | 70 a 74 | 14    |
| 37    | 65 a 69 | 45    |
| 20    | 60 a 64 | 27    |
| 14    | 55 a 59 | 19    |
| 31    | 50 a 54 | 23    |
| 23    | 45 a 49 | 33    |
| 39    | 40 a 44 | 34    |
| 33    | 35 a 39 | 25    |
| 52    | 30 a 34 | 56    |
| 43    | 25 a 29 | 38    |
| 15    | 20 a 24 | 9     |
| 35    | 15 a 19 | 16    |
| 34    | 10 a 14 | 25    |
| 50    | 5 a 9   | 26    |
| 39    | 0 a 4   | 41    |

## Economia
El 2007 la població en edat de treballar era de 727 persones, 536 eren actives i 191 eren inactives. De les 536 persones actives 497 estaven ocupades (250 homes i 247 dones) i 39 estaven aturades (19 homes i 20 dones). De les 191 persones inactives 71 estaven jubilades, 51 estaven estudiant i 69 estaven classificades com a «altres inactius».

### Ingressos
El 2009 a La Ville-aux-Clercs hi havia 508 unitats fiscals que integraven 1.197 persones, la mediana anual d'ingressos fiscals per persona era de 16.237 €.

### Activitats econòmiques
Dels 50 establiments que hi havia el 2007, 1 era d'una empresa extractiva, 2 d'empreses alimentàries, 2 d'empreses de fabricació d'altres productes industrials, 9 d'empreses de construcció, 13 d'empreses de comerç i reparació d'automòbils, 1 d'una empresa de transport, 5 d'empreses d'hostatgeria i restauració, 1 d'una empresa financera, 4 d'empreses de serveis, 9 d'entitats de l'administració pública i 3 d'empreses classificades com a «altres activitats de serveis».
Dels 18 establiments de servei als particulars que hi havia el 2009, 1 era una oficina de correu, 1 una oficina bancària, 4 tallers de reparació d'automòbils i de material agrícola, 1 paleta, 2 guixaires pintors, 4 fusteries, 1 lampisteria, 2 perruqueries, 1 veterinari i 1 agència de treball temporal.
Dels 4 establiments comercials que hi havia el 2009, 1 era una botiga de més de 120 m², 2 fleques i 1 una botiga de material de revestiment de parets i terra.
L'any 2000 a La Ville-aux-Clercs hi havia 13 explotacions agrícoles.

## Equipaments sanitaris i escolars
El 2009 hi havia 1 farmàcia i 1 ambulància.
El 2009 hi havia una escola elemental.

## Poblacions més properes
El següent diagrama mostra les poblacions més properes.